# Ryan Brown
Ryan Brown   (Lodi, 2 de maig de 1962) és un guionista de còmics i artista i dissenyador de joguines més conegut pel seu treball a Tortugues Ninja i la sèrie d'animació Wild West C.O.W.-Boys of Moo Mesa.

## Biografia
Ryan Brown es va graduar el 1980 a la Norwayne High School,, a Creston, Ohio.
El 1986 Brown i el guionista Doug Brammer van publicar (sota el nom de l'empresa Rion Productions) dos números de Rion 2990, una proposta de sèrie limitada de quatre números que era un homenatge als còmics japonesos. Com a tal, va ser un dels primers exemples d'amerimanga.
Com a dibuixant de Mirage Studios, Brown va dissenyar la figura d'acció de les tortugues ninja mutants adolescents Farmer Mike per a Playmates Toys. Segons els crèdits inclosos en la part posterior de les figures d'acció de les tortugues, Brown també va crear Hothead, Scratch, Monty Moose, King Lionheart, Halfcourt, Wyrm, Scumbug, Leatherhead, Doctor El, Wingnut, Ray Fillet, Sandstorm, Mondo Gecko i Rock'N Roll Mondo Gecko. Scratch i Farmer Mike no estan acreditats a la part posterior de l'envàs de la joguina, però Brown ha confirmat en diferents aparicions a la convenció que va crear el lladre del gat i també va dissenyar Farmer Mike.
A finals de la dècada de 1980, Brown, amb el seu soci Stephen Murphy, va crear l'univers Archie Teenage Mutant Ninja Turtles Adventures per a Mirage Studios. L'equip de Brown i Murphy va crear els Mighty Mutanimals com a spin-off del títol Adventures. Va entintar més de 80 portades per al títol d'Archie TMNT Adventures.
Va participar en la redacció de la Carta de Drets del Creador el 1988. També va crear la sèrie de televisió animada del dissabte al matí d'ABC Wild West C.O.W.-Boys of Moo Mesa (que va debutar el 1992) i va ajudar amb el desenvolupament del seu corresponent videojoc per a l'arcade de Konami. El joc en si es compara fàcilment amb el joc occidental de Konami Sunset Riders.
De 1995 a 2000, el personatge de Brown, Bog Swamp Demon, va aparèixer en diversos títols: primer amb Les tortugues ninja vol. 2, després en una sèrie limitada publicada per Hall of Heroes, i després còmics publicats per Image Comics i Numbskull Press.
El 2014 va aparèixer al documental de Paramount Pictures Turtle Power: The Definitive History of the Teenage Mutant Ninja Turtles.